# Passais (région naturelle)
Le Passais ou pays de Passais est un pays de Normandie typique du bocage normand, situé aux confins de la Normandie et du Maine.

## Situation-Communes
Le Passais est une zone frontière entre la Normandie et le Maine, aujourd'hui entre les départements de l'Orne et de la Mayenne. Il n'a jamais existé de délimitations bien établies et c'est justement ce qui caractérise cette région.
On peut cependant considérer que le Pays de Passais qualifié de normand, qui ne constitue pas l'intégralité du Passais, s'étend sur le territoire autrefois dépendant du diocèse du Maine et dépendant maintenant du diocèse de Séez depuis la révolution. Une particularité de certaines de ses communes était l'existence de paroisses mixtes, dont une partie était dans le Maine et l'autre en Normandie. Même après la Révolution les communes mixtes ont subsisté jusqu'en 1830, ce qui montre bien le caractère incertain de la frontière sud de cette région.
Plus que le découpage administratif, c'est peut-être le contexte géographique qui définit le mieux la région du Passais. Enclavée entre la rivière de la Mayenne et les collines de Normandie, cette région vallonnée était autrefois couverte de landes et de forêts, et donc isolée et peu peuplée; d'où les toponymes fréquents de "désert", "sauvage", "lande", "marais"…
- On peut cependant fixer la frontière ouest, au Mortainais[2] ou Avranchin, région correspondant aux bassins versants de la Sélune et de la Sée. Ces limites peuvent aussi être fixées par divers cours d'eau : la Colmont, la Souce, l'Egrenne, et aussi par les haies en masse de terre: les haies de la Chiffetière près Leluardière, et de Rouellé[3].
- Au nord, par les collines de Normandie qui définissent la ligne de partage des eaux entre Manche et Atlantique, ce qui correspond à la frontière avec le pays du Houlme dont Argentan est le chef-lieu, et qui formait l'un des cinq archidiaconés du diocèse de Séez au XIIe siècle[3].
- Et la limite sud est celle avec le Bas-Maine; cette frontière étant la plus incertaine car changeante selon les époques et le contexte historique.

À partir du XIIe siècle, on peut considérer que la "capitale" historique du Passais est Domfront, siège du pouvoir local avec sa forteresse, alors que la baronnie de La Ferté Macé tient la seconde place (contrairement à aujourd'hui). Mais avant cette époque Ceaucé a pu être la principale ville, et encore plus tardivement, au Ier siècle, la première implantation urbaine a pu être à Loré.

### Subdivision Sud-Ouest du Houlme
Bien que les frontière ne soient pas clairement délimitées, et variables selon les époques, sur la frontière sud on peut inclure les communes suivantes: Mantilly, Lesbois, L'Épinay-le-Comte, Vaucé, Passais-la-Conception, Saint-Siméon, Saint-Fraimbault, Ceaucé, Melleray-la-Vallée, Loré, Sept-Forges, Rennes-en-Grenouilles, Le Housseau, Brétignolles, Etrigée, Saint-Denis-de-Villenette, Geneslay, Haleine, Couterne, Madré, Neuilly-le-Vendin.
Sur la frontière nord : Lonlay-l'Abbaye, Saint-Bomer, Dompierre, Banvou, (Le Châtellier,) La Ferrière-aux-Étangs, Beauvain,
Sur la frontière ouest, on trouve: Rouellé, Saint-Roch-sur-Égrenne/Saint-Jacques-en-la-Brasse, Saint-Mars-d'Égrenne; auxquels on pourrait aussi ajouter Saint-Georges-de-Rouelley.
À l'est, La Ferté Macé, Antoigny, Magny-le-Désert, La Motte-Fouquet, Saint-Patrice-du-Désert, La Coulonche, La sauvagère, Saint-Maurice-du-désert, (+Saint-Michel-des-Andaines), Saint-Ouen-le-Brisoult, Méhoudin, Neuilly-le-Vendin.
Et enfin au cœur du pays de Passais : Domfront, Notre-Dame-sur-l'Eau, Saint-Front, La Haute-Chapelle, Champsecret, Saint-Gilles-des-Marais, Saint-Brice, Lucé, Beaulandais, Juvigny, Torchamp, Avrilly, La Baroche-sous-Lucé, La Chapelle-Moche, Tessé, (+ Tessé-la-Madeleine, Bagnoles-de-l'Orne)
Certaines sources certifient que Lonlay-le-Tesson, et Briouze ne sont pas considérés comme faisant partie du Passais, mais du Houlme.

### L'archidiaconé de Passais

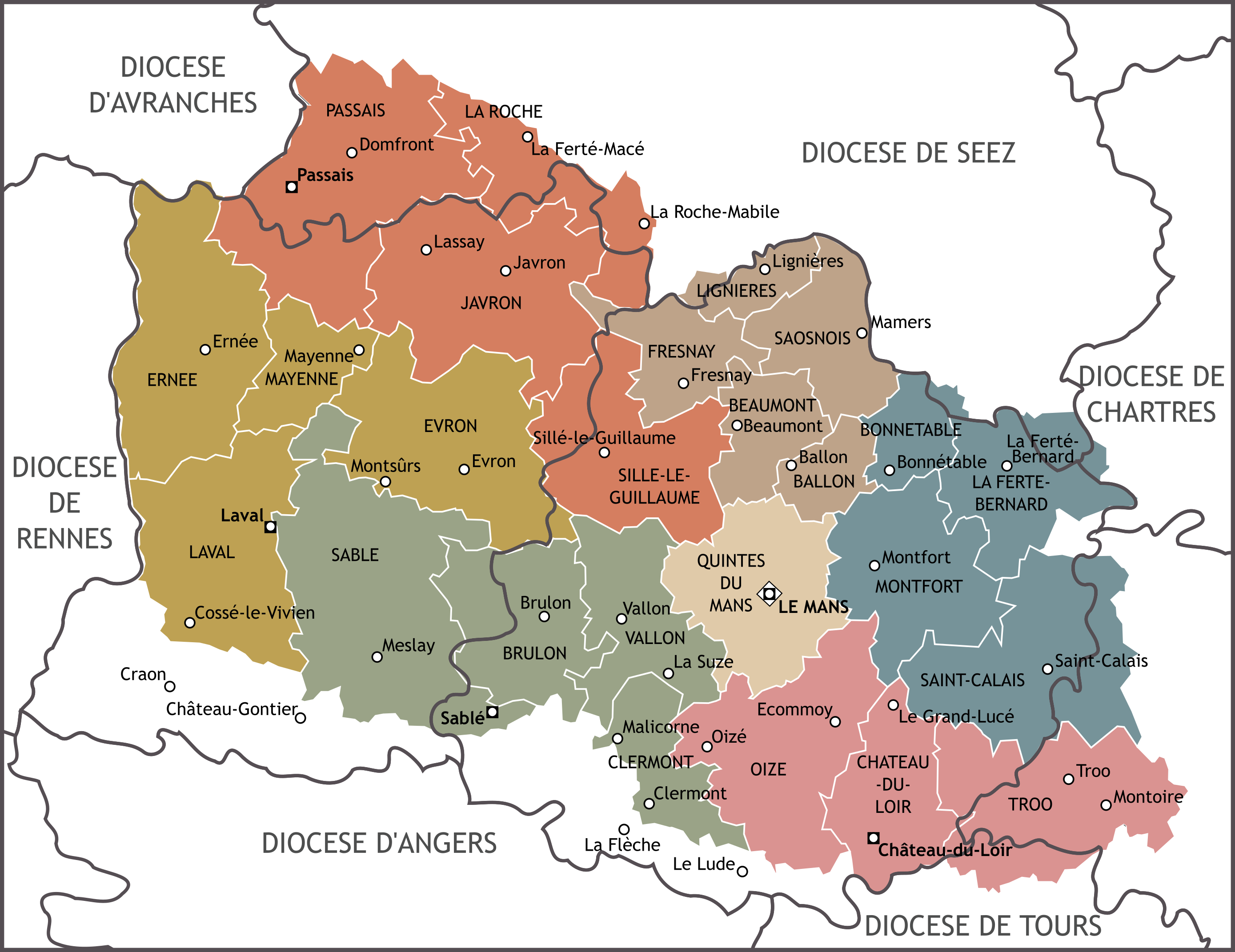
L'ancien diocèse du Mans avec ses doyennés et archidiaconés.

Dans une vision plus étendue du territoire couvert par le Passais on pourrait aussi y intégrer tout ou partie des communes de l'archidiaconé de Passais (148 paroisses) avec ses doyennés :
- du Passais en Normandie: coïncide globalement à la partie sud-ouest du Houlme correspondant au Passais actuel, déjà évoqué précédemment.
- du Passais au Maine: Ambrières, Brecé, Couesmes, Vaucé, Cigné, Desertines, Vieuvy, Saint-Aubin-Fosse-Louvain, Gorron, Hercé, Saint-Mars-sur-Colmont, Grand-Oisseau, Le Pas, Soucé. (dont font également partie les paroisses suivantes déjà mentionnées comme faisant partie du Houlme en Normandie: Avrilly, Ceaucé, Saint-Fraimbault-sur-Pisse, Loré, LesBois, L'Epinai-le-Comte)
- de la Roche-Mabille: La Ferté Macé, Antoigny, Magny-le-Désert, La Motte-Fouquet, Saint-Patrice-du-Désert, La Coulonche, La sauvagère, Saint-Maurice-du-désert, (+Saint-Michel-des-Andaines), Saint-Ouen-le-Brisoult, Méhoudin, Neuilly-le-Vendin; déjà mentionnées comme faisant partie du sud du Houlme; auxquelles ont peut y ajouter Couptrain, Linières-la-Doucelle, Orgères, La Pallu, Saint-Samson (mais dont les paroisses suivantes font plutôt partie de la région d'Alençon: La Roche-Mabille, La Lacelle, Ciral, Gandelain, Saint-Ellier, Champfrémont, La Pooté-des-Nids, Ravigny, Boulai)

- de Lassay: Lassay, La Baroche-Gondouin, Chantrigné, Courberie, Saint-Fraimbault-de-Lassay, Saint-Julien-du-Terroux, Sainte-Marie-du-Bois, Niort, Thubœuf, Madré (dont font également partie les paroisses suivantes déjà mentionnées comme faisant partie du Houlme en Normandie: Melleray, Le Housseau, Brétignolles, Rennes)
- de Javron: Saint-Calais-du-Désert, Saint-Aignan, Pré-en-Pail, Chevaigné, Javron, Les Chapelles, Saint-Cyr-en-Pail, Charchigné, Saint-Loup-du-Gast, Montreuil-du-Gast, Poulay, Le Horps,  Le Ribay,  Le Ham, Villepail, Saint-Fraimbault-de-Prières (et ont été mises de côté les paroisses sud de : Hardange, Villaine-la-Juhel, La Chapelle-au-Riboul, Jublains, St-Aubin-du-Désert., Averton, Champéon, Marcillé, Courcité, Cranne-sur-Fraubé, Loufougères, Saint-Martin-de-Mayenne, Grazai, Saint-Thomas de Courcériers)
- et de Sillé: ce dernier doyenné, de par sa distance éloignée du centre du Passais localisé sur Ceaucé, son inclusion est peu probable.

Seules les paroisses du bassin versant de la rivière de la Mayenne au nord de la ville de Mayenne ont été retenues; ce critère de sélection est discutable, mais cohérent avec une pénétration des territoires isolés qui se faisaient principalement en suivant les rivières aux époques reculées.

## Géographique

### Forêts
Le Passais a longtemps été majoritairement couvert de forêts.
Au VIe siècle, c'est cet isolement forestier autrefois appelé "désert" qui a attiré de nombreux ermites qui souhaitaient se retirer du monde.
C'est également à cette époque qu'une première vague de défrichement attaque la grande forêt-frontière par le sud .
Au XIe siècle, la forêt du Passais incorporait la forêt de la Lande Pourrie (autour de Mortain), la Silve Drue aujourd'hui disparue (au sud-ouest de Domfront, jusqu'au sud-est du comté de Mortain et peut-être au-delà de la Colmont) et enfin la forêt d'Andaine. Cette grande zone forestière était à l'époque encore reliée à la forêt bretonne. Ces espaces forestiers n'étaient pas pour autant complètement déserts et étaient vraisemblablement occupés et mis en valeur. De plus, ces forêts étaient des ressources fort précieuses pour le pouvoir ducal, qui chercha à en assurer la bonne administration .
En 1180, sous le gouvernement des Plantagenêt, l’Échiquier de Normandie dresse l'inventaire des forêts sous le contrôle des ducs et y mentionne la forêt du Passais « forestae Passeis » et plus précisément les forêts d'Andaine et de Sylve Drue « Sylva Drua » .
En 1181, Henri II fait don au prieuré du Plessis-Grimoult des usages dans les forêts du Passais ,.
En 1190, Richard Cœur de Lion confirme aux religieux de l'abbaye de Savigny les privilèges que son père leur avait octroyés en forêt de Passais ,.
Lors de la conquête de la Normandie par les Capétiens, Philippe Auguste céda brièvement la forêt d’Andaine à Renaud de Dammartin,.
En 1335, les forêts de Passais et d’Andaine sont la propriété de Robert d’Artois. Les forêts de la terre de Domfront génèrent alors d’importants revenus qui représentent environ 45% des recettes de Domfront.
Aujourd'hui, de ce grand couvert forestier d'origine ne reste pratiquement plus que la forêt d'Andaine et quelques bois isolés.

### Hydrographie
Le synclinal hercynien des Andaines est traversé par les cluses de:
- la Varenne à Domfront, qui rejoint la Mayenne à Ambrières et dont les principaux affluents sont:
  - l'Égrenne, le plus important, avec pour affluent la Sonce qui traverse la Fosse Arthour,
  - la Pisse,
  - la Halouze
  - l'Andainette
- la Vée à Bagnoles-de-l'Orne,
- la Gourbe dans les gorges de Villiers, avec pour affluent la Maure qui traverse La Ferté Macé.

Et aussi à la frontière du Passais:
- la Colmont.

Ces cluses ont certainement servi de passage entre Maine et Normandie à travers ces terres inhospitalières,.

## Toponymie
Au Moyen Âge Passais pouvait s'écrire Passaium, Passeium, Passeia (1048), Passayum, Passeyum; tous ces noms abrégés du terme Passagium ce qui signifie Passage (Passus), dans le sens de traversée. On trouve parfois mais plus rarement Pisseium et aussi Pissaye (1621) ou Pissais. Cette région de forêt et de landes peu peuplée était en effet un point de passage, une sorte de frontière, entre Normandie, Maine et Bretagne. La voie reliant les deux cités gallo-romaines de Jublains et de Vieux traversait cette région, en suivant les vallées de la Mayenne, puis de la Varenne .
D'autres sources moins fiables posent l'hypothèse que Passais serait un homophone de Pacé lui-même anthroponyme roman de Paccius.
Ou encore que la région qui s'écrit aussi Pissais tirerait son nom de la rivière de la Pisse qui la traverse; à moins que ce ne soit l'inverse.
C'est au XIIe siècle, après la conquête normande de 1049, qu'apparaît officiellement le nom de Passais dans la Chronique de Normandie, Robert Wace, et dans Benoit de Saint-Maure .

## Histoire
Le Passais n'a jamais eu d'existence politique, juridique ou administrative propre mais correspond plutôt à une zone culturelle et géographique constituant une zone tampon entre la Normandie et le Bas-Maine.

### Préhistoire

#### Paléolithique

##### Paléolithique moyen (350 000-45 000av. J.-C.)
Au Paléolithique moyen, vers 143 000 av. J.-C., à Saint-Brice-sous-Rânes à proximité de Lignières-Orgères, un premier niveau d’occupation néandertalien est découvert; il correspond à un site de production d’outils bifaciaux.
L’occupation du site sur une très longue période est récurrente; elle est liée à la qualité de la matière première, et à l’extension du site sur plusieurs centaines d’hectares sur les placages d’argile à silex. Le grès a aussi été exploité de façon anecdotique sur ce site.
Vers 41 000 av. J.-C., l’atelier «des Bruyères» se caractérise par la production et l’utilisation de pièces bifaciales. Ce site s’inscrit dans le groupe du « Moustérien à outils bifaciaux » du Grand-Ouest.
Vers 50 000 av. J.-C., ce site témoigne des derniers peuplements néandertaliens de Normandie avant l'arrivée des grands froids du Pléniglaciaire supérieur.

##### Paléolithique supérieur (45 000-11 000av. J.-C.)
Au Paléolithique supérieur, à Saint-Martin-des-Landes à proximité de Lignières-Orgères, a été découvert un important site de fouilles.
Vers 40 000 av. J.-C., dans un contexte froid mais de redoux, on trouve des traces de néandertaliens. À Saint-Martin-des-Landes ont été retrouvés de ses outils; des silex de type biface, d'autres silex de type levallois, et des racloirs.
Vers 35 000 av. J.-C., arrivée des premiers Homo sapiens en Normandie, mais il n'existe pas encore de trace avérée dans l'Orne.
Vers 20 000 av. J.-C., le dernier maximum glaciaire rend la vie quasi-impossible, ce qui entraine la disparition totale de Néandertal de la région.
Vers 12 000 av. J.-C.,  les azilien ont laissé quelques traces d'outils de chasse (pointes de lances).

#### Mésolithique (11 000-5 500av. J.-C.)-
Cette période du Mésolithique  correspond au réchauffement du climat, les techniques de chasse évoluent avec le développement de l'arc au détriment de la lance, et la population s'accroit.
À Saint-Martin-des-Landes ainsi qu'à Saint-Ellier-les-Bois ont été retrouvés des nucléus, des lamelles, des grattoirs, des perçoirs, et des armatures.

#### Néolithique (5 500-2 200av. J.-C.)
Le passage du Mésolithique au Néolithique s'inscrit dans un processus de "colonisation" probablement pacifique et progressive par des populations d'Anatolie venues par la voie danubienne puis le Nord-Est. Ce phénomène est marqué par la diffusion d'armatures de flèches trapézoïdales et l'introduction de certaines pratiques agricoles. L'évolution des outillages et la diminution de l'importance de la chasse suggèrent une mutation progressive des sociétés mésolithiques. Les agriculteurs de la culture rubanée atteignent la Normandie (vallée de la Seine et de l'Orne) vers 5 100 av. J.-C., apportant un outillage spécifique et modifiant en profondeur les cultures locales. Face à cette expansion, les derniers chasseurs-cueilleurs semblent avoir été marginalisés ou assimilés, bien que des indices laissent entrevoir une possible survivance de ces modes de vie sur le littoral, notamment en Bretagne. Cette période du Néolithique correspond à la sédentarisation, au développement de l'élevage et de l'agriculture, à l'apparition de premiers villages en bois, à l'apparition des sépultures monumentales qui ont donné les dolmens, et aux première mines de silex. C'est la croissance de la population et l'organisation de la société qui ont permis l'apparition de constructions monumentales.

##### Néolithique Ancien (5 500-4 600av. J.-C.)
La période 4 900-4 700 av. J.-C. correspond à la 2nd phase de la culture rubanée et plus particulièrement la culture du B-VSG cordon (Blicquy-Villeneuve-Saint-Germain) qui s'étend sur la majeure partie du Nord-Ouest de la France. Sur cette zone culturelle se faisaient des échanges de bracelets en schistes dont la principale source de production se trouve être le Nord-Est- du Massif armoricain 

##### Néolithique moyen I (4 600-4 300av. J.-C.)
Dès la période du Néolithique moyen, la région semble constituer une zone de contact et d'échanges entre deux zones culturelles distinctes : d'une part celle du Massif armoricain et d'autre part celle du Bassin parisien.
Des réseaux commerciaux étaient déjà en place, et l’abondance des filons de dolérite dans la région constituait probablement une monnaie d'échange pour se procurer la matière première des silex en provenance d'Écouché.
Durant la période 4 700-4 600 av. J.-C., la culture de Cerny se développe dans la région, mais plus particulièrement dans le Calvados.
Sur la période 4 600-4 300 av. J.-C. la région se retrouve ensuite à la frontière entre la culture Castellic (Carnac)-Pinacle (Jersey); et la culture de Chambon, localisée en Touraine et caractérisée par apparition des enceintes à fossés.

##### Néolithique moyen II (4 300-3 500av. J.-C.)
Sur cette période la région se retrouve à la frontière entre la culture du Néolithique moyen armoricain la région d'Angers, et la culture du Chasséen septentrional centré sur la vallée de la Seine .

##### Néolithique récent et final (3 500-2 400av. J.-C.)
La complexification et diversification des sociétés entraine l'apparition des tombes monumentales pour les élites et l'émergence du mégalithisme armoricain.
La présence abondante de mégalithes et autres artefacts atteste d'une présence ancienne dans la région: dolmen du Bignon à Niort-la-Fontaine, dolmens du Creux et de la Mégraire à Saint-Bômer-les-Forges, silex, poteries et menhir à Vaucé, silex et poteries à Saint-Mars-sur-Colmont, allée couverte de la Hamelinière et menhir du Grand Coudray à Chantrigné, allée couverte du Petit Vieux Sou à Brécé, et bien d'autres encore répartis entre mégalithes de l'Orne et mégalithes de la Mayenne.

#### Âge du bronze (2 400-600av. J.-C.)
Arrivée de populations belliqueuses en provenance de Bohème qui remplacent en grande partie les populations masculines préexistantes et prennent possession de tout le territoire.
De nombreux fragments de poteries retrouvés aux abords de Brécé, Saint-Mars-sur-Colmont et Oisseau, pouvant être attribuées à l'âge du bronze, attestent probablement de l'existence d'habitats le long de la rivière Colmont.

### Premier âge du fer dit de Hallstatt (600-400av. J.-C.)
Les celtes de la culture de Hallstatt, au nord de Alpes, prennent progressivement possession du territoire et apportent avec eux la langue indo-européenne.

### Second âge du fer dit de la Tène - Époque gauloise (400-50av. J.-C.)
À l'époque gauloise, toute cette région faisait partie de la frontière nord du territoire des Aulerques Diablintes dont la capitale était l'oppidum de Moulay, l'un des plus grands de Gaule en superficie (135 ha). Celui-ci fut ensuite progressivement abandonné au profit de Jublains, qui devint la nouvelle capitale de la cité diablinte. Contrairement aux idées reçues, des voies de communications existaient en Gaule bien avant l'arrivée des Romains, et on[Qui ?] peut supposer qu'elles traversaient ce territoire du Passais, puisque deux statères d'or gaulois d'avant la conquête ont été retrouvés à Ceaucé et Juvigny.
Les traces archéologiques d'occupation gauloise dans le Passais sont donc pratiquement inexistantes. Mais un peu plus au sud, l'occupation gauloise est très bien établie dans toute la zone située entre l'oppidum de Moulay (capitale des Diablintes), Jublain (sanctuaire gaulois déjà important) et le Gué Saint-Léonard (point de passage de la voie Le Mans-Jublains-Avranches ou plus exactement Vindunum-Noviodunum-Oppidum du Chastellier)

### Antiquité - Gaule romaine

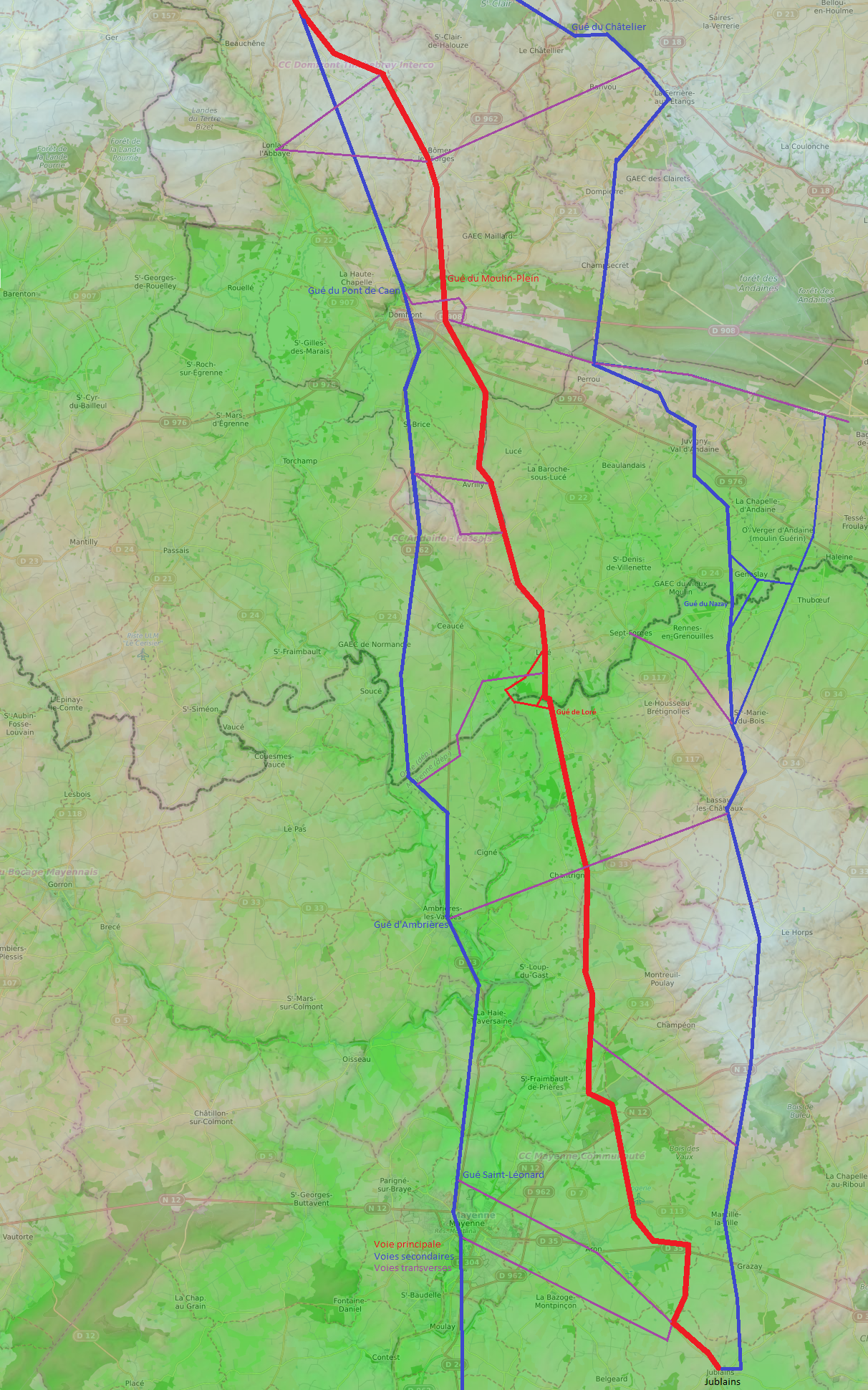
Voies romaines reliant Jublains à Vieux

À l'époque de Jules César, la région est définie comme faisant partie de l'Armorique.
De cette période il reste peu de traces, si ce n'est quelques indices qui attestent qu'une voie romaine reliant les deux cités gallo-romaines de Jublains (capitale des Diablintes) et de Vieux (capitale des Viducasses) traversait la région. Jublains supplante progressivement l'oppidum de Moulay à partir de l'an 20, lorsque la cité commence sa croissance jusqu'à son âge d'or vers l'an 100; ce qui fait la richesse de la cité c'est sa position centrale comme nœud de communication entre les citées du bassin de la Loire, et les côtes normandes et armoricaines .
Quelques traces archéologiques comme des tronçons de voies antiques ou des monnaies romaines ont notamment été trouvées au lieu-dit du Gué de Loré où cette voie traversait la Mayenne. Le Gué de Loré pourrait ainsi être le plus ancien site urbain du Passais datant du Ier siècle 48° 28′ 17″ N, 0° 34′ 44″ O  . Ce premier village de Loré aurait ensuite disparu avant le Ve siècle alors que de son côté le village de Javron se serait développée vers le VIe siècle. Cette voie suivait le parcours suivant : Jublains, l'est de Saint-Fraimbault-de-Prières, Chantrigné, le Gué de Loré, Loré les frontière ouest de Ceaucé et Avrilly, Domfront, Saint-Bomer, l'est de Lonlay-l'Abbaye, Chanu, puis passait à l'ouest de Cerisy-Belle-Étoile (ces villages n'existaient bien sûr pas encore à l'époque). Des doutes subsistent quant aux deux autres voies secondaires et voies de traverse qui pourraient dater de l'antiquité tardive ou même des débuts du Moyen Âge. Une autre voie semble aussi avoir existé sur un axe Briouze-La Ferté Macé et/ou La Coulonche-La Ferté Macé, traversant la Mayenne entre Haleine et Méhoudin (au Gué de Corberie à Couterne ?); cette voie est probablement plus récente et daterait du Moyen Âge. Mais il est aussi possible que toutes ces voies soient d'origine encore plus ancienne, et reprennent le tracé d'anciens chemins gaulois aménagés par la suite comme ce fut souvent le cas,,,,,,.
Enfin, une voie est-ouest, sur une ligne Avranches-Domfront-Bagnoles, permettant de rejoindre la côte devait également traverser la région par les crètes, évitant ainsi les landes et marais nombreux dans cette région.
Plus au sud, existait une voie Jublains-Avranches qui devait traverser la Mayenne au nord de la ville de Mayenne au Gué Saint-Léonard et passer ensuite par Gorron,.
Toutes ces voies avaient pour principal rôle d'amener les ressources de la Manche et surtout de l'île de Bretagne vers le reste de l'empire.
Vers 250-275, pendant la période de trouble des empereurs gaulois, la cité de Jublains est en fort déclin, en raison de la chute des échanges commerciaux avec le littoral qui constituaient le principal revenu de la cité. Au IVe siècle, la cité de Jublains qui a fortement périclité est fusionnée avec la cité du Mans qui concentre le pouvoir . 

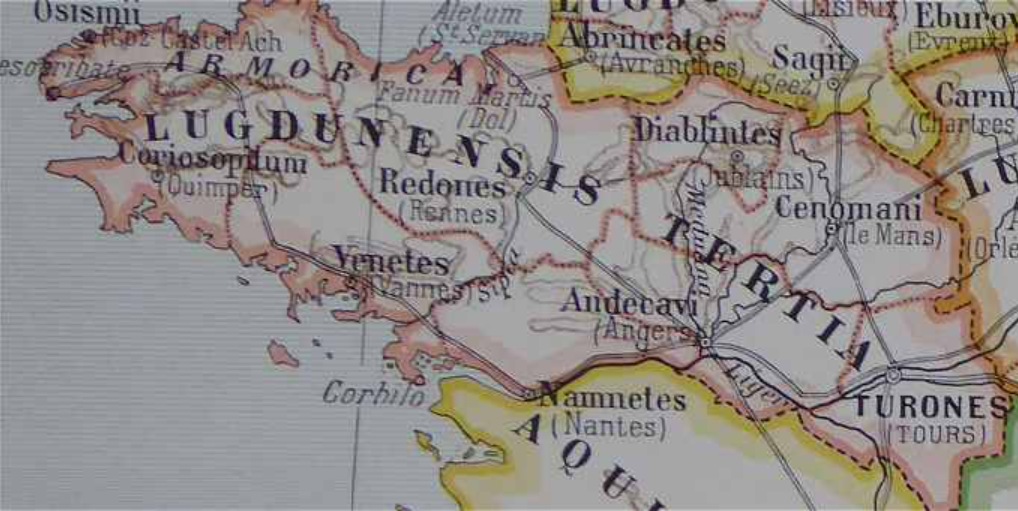
Empire romain tardif - Province de la 3e lyonnaise

Le pagus cenomanicus, composé de la cité des Cénomans, de la cité des Diablintes et du territoire des Arviens (Saulges ?), formait sous les Romains un seul gouvernement. Le Passais correspond pratiquement aux limites de la cité des Diablintes. Selon le découpage de Constantin vers 320, ce pagus Cenomanicus était l'une des quatre circonscriptions de la Lyonnaise troisième dont la capitale était Tours, et dont l'ancien Diocèse du Mans reprend les frontières.
Le premier magistrat de ce pagus aurait été un certain "Defensor" (probablement Defensor civitatis ), qualifié de "prince". Au IVe siècle, selon les actes des évêques, il aurait accueilli avec bienveillance Saint Julien et lui aurait fait don de plusieurs domaines .
Un temple dédié à Cérès, où les habitants des environs s'assemblaient pour célébrer les fêtes de cette déesse, aurait préexisté à l'emplacement de la ville de Domfront .

### Moyen Âge

#### Haut Moyen Âge
La fin de l'Empire romain est une période troublée mais loin de soumettre la région au chaos et à la destructions. Cependant l'absence d'évêque dans la civitas de Jublain  montre son déclin, probablement dû à l'arrêt des échanges commerciaux transitant par les voies romaines la traversant et qui faisaient sa richesse. Jusqu'en 486, date de la victoire de Clovis sur le général Syagrius, la région entre Seine et Loire reste sous administration romaine. Vers 500, la région devient une région frontière, en contact direct de ce qui sera plus tard dénommé la Marche de Bretagne .
Au début du VIe siècle, cette région isolée restée sauvage n'est pas encore très évangélisée; dans les campagnes les cultes aux divinités païennes romaines voire plus anciennes liées aux forces de la nature sont encore vivaces. C'est pour cette raison que parallèlement à la christianisation des cités, prérogative des évêques, se met en place une christianisation des campagnes isolées comme le Passais, confiée aux ermites . Des motivations politiques sont peut-être également à l'œuvre, car si les tout premiers évêques sont de basse extraction et motivés par la foi, leurs successeurs sont issus de l'élite dirigeante motivés par le gain et le pouvoir et se désintéressent des campagnes peu peuplées et difficiles d'accès . Le pouvoir central y voit peut-être un risque de perte d'autorité et de légitimité sur ces territoires proche de la frontière bretonne, et encourage ce que l'on pourrait appeler une politique de "colonisation" de ces campagnes dépeuplées.
L'évêque du Mans, saint Innocent (486-542), envoie alors dans le Passais de nombreux ermites missionnaires, originaires pour la plupart de l'Aquitaine et de l'Auvergne, et venus pour certains du célèbre monastère mérovingien de Micy dans le diocèse d'Orléans. Parmi les plus illustres on note: saint Front, saint Almire ou Almer (Grez- en-Bouere), saint Auvieu, Alvée ou alveus  , saint Bômer ou Boamald, saint Ernier, Erinée ou Ernée (Ceaucé), saint Ortaire, saint Constantien (Javron) et le plus illustre saint Fraimbault. Ces anachorètes se fixèrent au milieu des forêts, alliant la culture des terres à la prière et à la prédication   .
Vers 525, le moine Paterne installé dans l'Avranchain à Scissy, fonde des monastères dans le Passais; il pourrait-être à l'origine des premières implantations des monastères de St Front à Domfront, de St Ernier à Ceaucé, et de St Auvieu à Passais .
Au VIe siècle, le Passais dépend de Ceaucé, vicus canonicus. Cette contrée est désignée sous le nom de Condita Celciacensis (C. Ceaulçais) . Vers 550, la présence d'un monastère dédié à Saint Martin de Tours semble avérée .

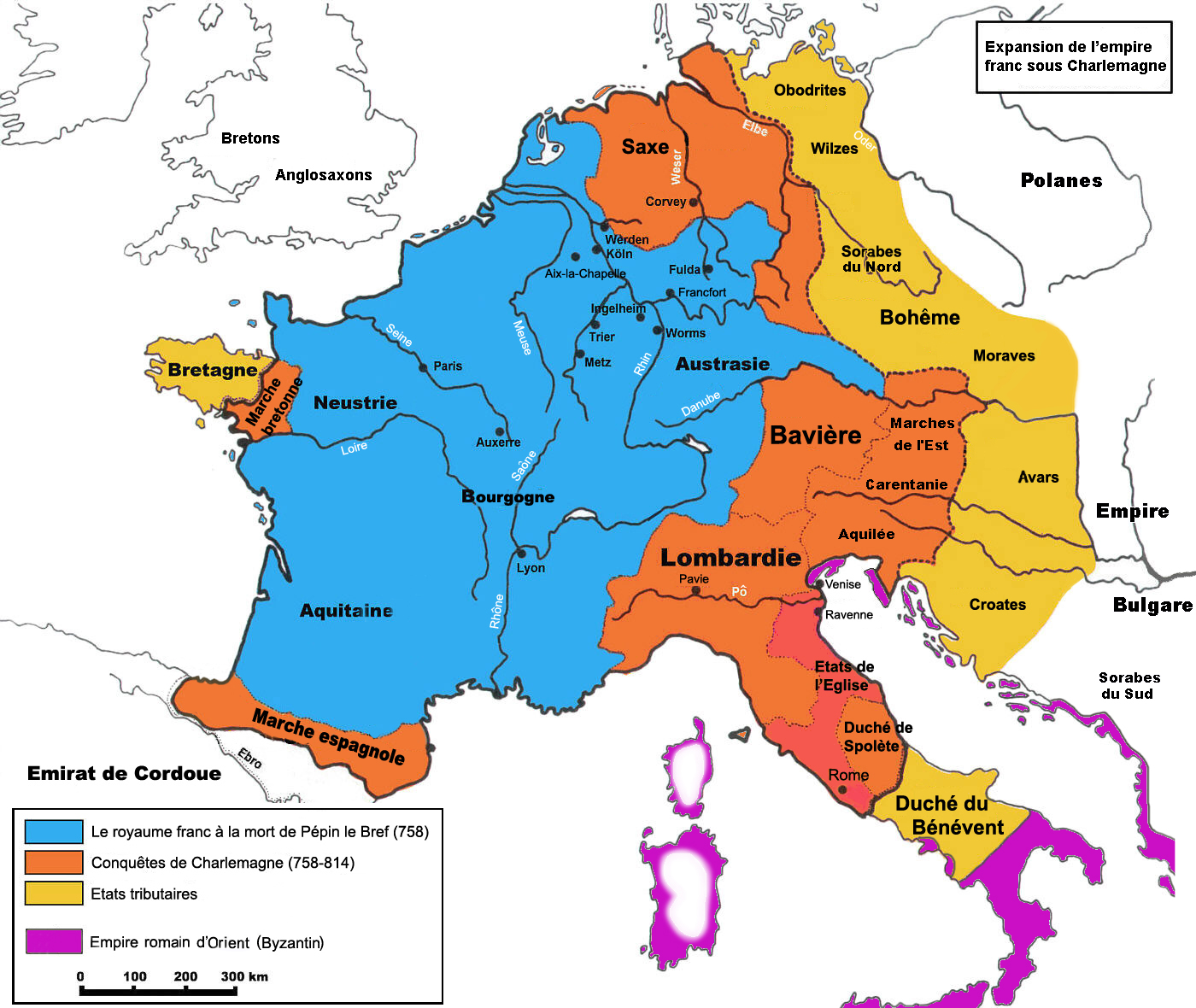
Empire de Charlemagne; la Marche apparaît en orange à l'est de la Bretagne

En 560, le roi Clotaire Ier traverse le Maine et le Passais pour se rendre en Bretagne et soumettre son fils Chramsne révolté contre lui. À son retour victorieux, il passe probablement à Ceaucé où il rencontre saint Auvieu puis saint Ernier, et par ses largesse il permet le développement de leurs monastères . On peut supposer que ces "saints" n'avaient pas qu'un simple rôle religieux mais également politique de surveillance des futures Marches de Bretagne pour le compte du roi de Neustrie avec qui ils étaient en relation  . Il faut garder à l'esprit que saint Fraimbault, issu d'une famille sénatoriale, passa une partie de sa jeunesse à la cour du roi Childebert Ier. 
Autour du VIIIe siècle, aurait existé une centena, subdivision à caractère militaire du pagus,  centrée sur Céaucé et correspondant au Passais .
Au début du VIIIe siècle, avec l'arrivée au pouvoir des Carolingiens qui mettent la main sur la Neustrie, les biens des monastères sont saisis et distribués aux soutiens du nouveau pouvoir, ce qui stoppe leur développement et précipite leur disparition. Des comtes et évêques austrasiens sont également nommés. Le Nord-Mayenne constitue la frontière nord-ouest du ducatus Cenomannicus qui contrôle l'un des grands axes vers l'ouest et la Bretagne. La future ville de Mayenne occupe alors un point névralgique et voit son importance s'accroître avec l'aggravation des troubles en Bretagne. Mayenne supplante alors progressivement Jublains comme centre de pouvoir local,.
Vers 863, la Marche de Bretagne a sombré, et le Bas-Maine se retrouve en première ligne. L'axe vital qui traverse Mayenne reste aux mains des Francs et prend une grande valeur stratégique. En 867, le Passais fait partie du pago Cinomannico en bordure des Marches de Bretagne, alors que les Bretons obtiennent des Carolingiens, sous Charles II dit le Chauve, toute la région du Cotentin et la partie ouest du Maine jusqu'à la rivière de la Mayenne. Vers 870, le roi Louis le Bègue intervient aux abords de Mayenne et de Jublains, la région reste donc aux mains du pouvoir royal .
Par la suite d'autres saints viennent s'installer dans la région; au IXe siècle Saint Siméon, puis au XIe siècle:  Saint Guillaume Firmat, Saint Vital fondateur de l'abbaye de Savigny, Saint Bernard de Tiron .
C'est vers 900, qu'est peut-être construit le premier château de Mayenne, alors que des luttes de pouvoir opposent les partisans des Carolingiens et des Robertiens, ancêtres des Capétiens. La puissance épiscopale est largement évincée au profit des comtes et vicomtes qui deviennent progressivement les hommes forts de la région.
Vers l'an 1000, les tensions régionales nécessitent le développement d'une place forte dans le Bas-Maine, éloigné du centre du pouvoir local du Mans. La forteresse de Mayenne continue alors à se développer .

#### Période du duché de Normandie
En 911, par le traité de Saint-Clair-sur-Epte, le roi Charles-le-Simple cède au viking Rollon une partie des terres de Neustrie à l'origine du futur duché de Normandie. Il est possible que le sud du territoire, aux frontières mal établies, correspondant au nord du Passais (doyennés du Passais en Normandie, et de la Roche-Mabille), dépendant alors du duché et de l'évêché du Maine ait fait partie de la transaction. Bien que partiellement sous la dépendance de la Normandie, le Passais restera intégralement soumis à la juridiction de l'évêché du Mans jusqu'à la révolution. Ces frontières incertaines seront cause des futures guerres entre Normandie et Anjou.
En 968, une guerre s'engage entre Richard Ier duc de Normandie et Thibaut Ier, comte de Blois et d'Anjou.

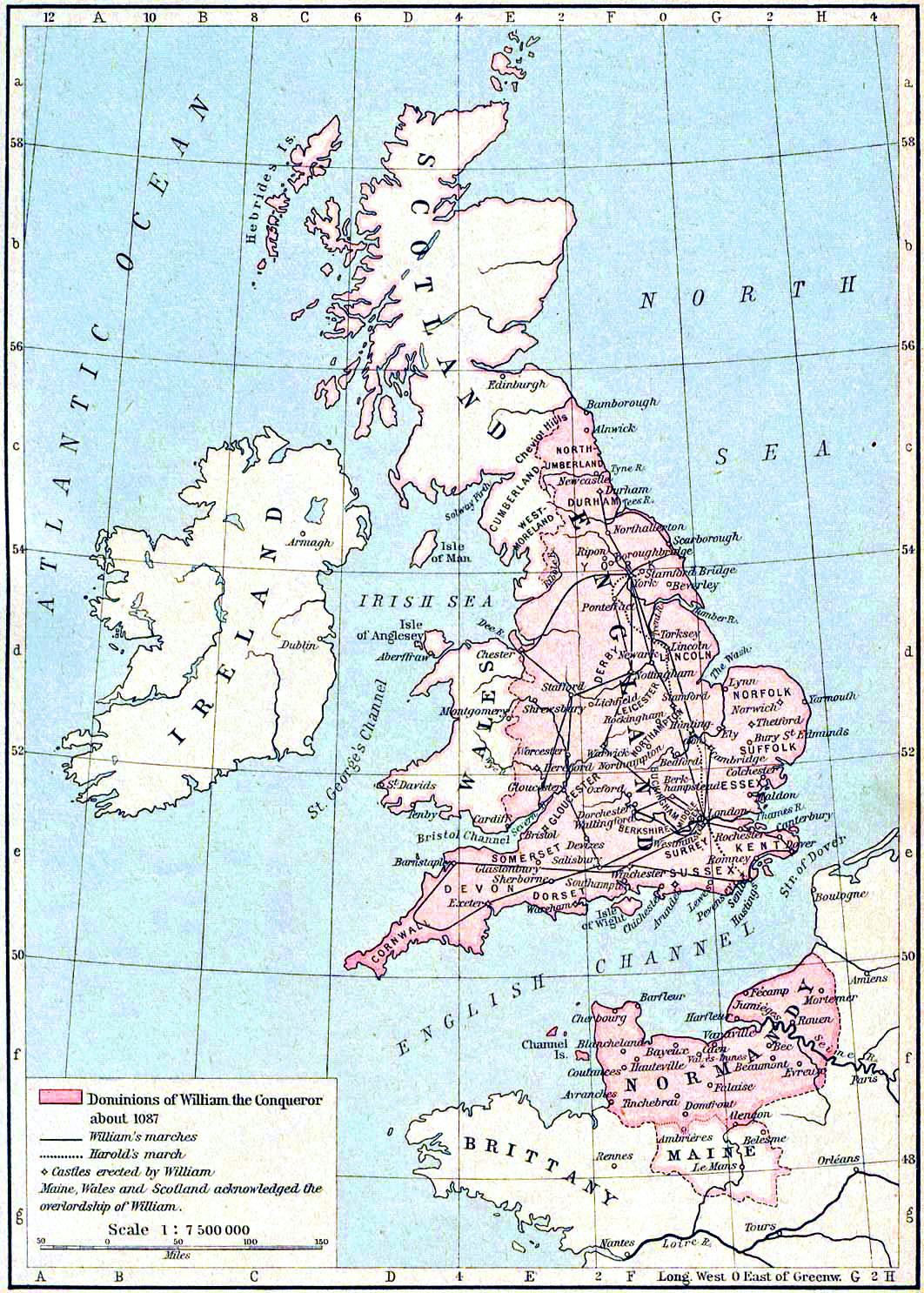
Possessions de Guillaume le Conquérant en 1087.

Le Passais normand est concédé par Richard Ier, à Yves Ier de Bellême, premier comte de Bellême chargé de la défense de la frontière sud du duché de Normandie . Au XIe siècle le Passais dépend de la seigneurie de Bellême, elle-même dépendante à la fois du duc de Normandie, du comte du Maine et du roi de France.
Vers 1046, le centre de pouvoir isolé qu'est devenu le château de Mayenne prend son indépendance vis-à-vis des comtes du Mans, et une puissante seigneurie châtelaine se développe à Mayenne. Le châtelain Geoffroy s'allie selon ses intérêts aux Comtes du Mans, aux Angevins ou aux Normands. Le Passais, qui est sans doute une ancienne possession de la châtellenie de Mayenne passée aux mains des Bellême, la châtellenie décide alors de passer sous la dépendance de l'Anjou pour pouvoir assurer sa défense. En 1048, Geoffroi Martel, comte d'Anjou, assiège Domfront et s'en rend maître ainsi que de toute la région du Passais. C'est alors que le duc Guillaume entreprend sa reconquête vers 1050 et le reprend définitivement en 1065. En 1054, Guillaume menace directement Mayenne en installant une forteresse à Ambrières, toute la région passe alors sous sa tutelle. En 1063, après la prise du château de Mayenne, il y installe une garnison,,.
Avant la conquête normande, le Passais est plutôt rattaché au Maine. La distinction entre Passais manceau et Passais normand peut s'effectuer à partir de cette période.
Le développement de la région ne commence réellement qu'en 1022, lorsque Guillaume Talvas, l'un des fils du seigneur de Bellême, seigneur du Passais, trouve l'emplacement où se situe Domfront propice à la défense contre les comtes d'Anjou et du Maine. Il y fait alors bâtir une fortification ainsi qu'un peu plus tard un autre fort à La Ferté Macé . La région constitue alors à la demande du duc de Normandie la ligne de défense sud du duché contre les tentatives d'intrusion du comte du Maine. Dans un contexte de tentions entre la Normandie et le Maine sous influence de l'Anjou, Geoffroy II seigneur châtelain de Mayenne, établit ou renforce une ligne de fortifications constituée des châteaux de Mayenne, Montaigu, Saint-Calais, Saint-Céneri (et peut-être aussi Ernée, Lassay, Couptrain, et Villaines). De l'autre côté de cette frontière militaire mancello-normande, les normands établissent les fortifications de Mortain, Domfront, Ambrières (en 1054), Gorron, La Ferté Macé, La Roche-Mabille.
Au XIe siècle on assiste à un renouveau du monachisme bénédictin  dans le sillage de la réforme clunisienne. Les grandes abbayes régionales qui acquièrent un grand prestige, étendent leur influence par la fondation de nombreux prieurés constitués de quelques moines. Ces fondations sont rendues possibles par les nombreux dons des seigneurs locaux qui restituent entre autres les églises en leur possession et les droits associés. Dans le Passais on peut identifier les prieurés de: Javron, Saint-Cyr-en-Pail, Pré-en-Pail, Saint-Calais-du-Désert, Couptrain, La Baroche, La Ferté Macé... Ces fondations qui deviennent au fil du temps de vraie "seigneuries prieuriales" ont un certain rôle politique, puisqu'elles permettent d'établir une alliance entre les petits seigneurs locaux et l'Église. Ces dons permettent aux seigneurs locaux de légitimer leurs droits parfois contestables sur des terres aux délimitations incertaines. Les bénédictins dont l'implantation est encouragée par le duc de Normandie contribuent fortement à la poursuite du développement de la région . En 1020, Guillaume Talvas fonde également l'abbaye de Lonlay, et lui donne comme revenus les dîmes de toutes les terres défrichées ou à défricher. Cette charte de fondation est entre autres signée par Avesgaud évêque du Mans, Sigefroy évêque de Séez et un certain Achard, ancêtre d'une grande famille de la région, dont les descendants participeront à la conquête de l'Angleterre et aux croisades .
Après la conquête de l'Angleterre, ces abbayes bénédictines auront une grande importance par le développement de leur réseau transmanche.
Durant le haut Moyen Âge, le peuplement est très dispersé, l’espace et le pouvoir au niveau local s’organisent autour de deux entités : les vici et les villae. 
C'est seulement au XIe siècle que se développent et se structurent progressivement les paroisses rurales, sous l'impulsion de la réforme grégorienne. Ces nouvelles entités administratives religieuses ne constituent pas encore un territoire clairement délimité, mais définissent plutôt une zone d'influence rayonnant autour d'un lieu de culte central ,.

#### Période de l'Empire Plantagenêt

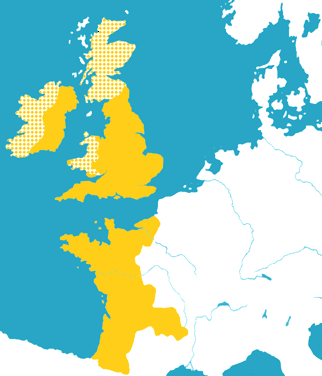
Expansion de l'empire plantagenêt de 1165 à 1171.

Vers 1110, la seigneurie de Mayenne intègre l'espace angevin, puis vers 1151 le vaste État Plantagenêt .
Durant cette période, le Passais occupe une position centrale dans l'empire Plantagenet; ainsi Henri II Plantagenêt, sa femme Aliénor d'Aquitaine et leur cour, y font des passages fréquents, notamment au château de Domfront. C'est ainsi que dans l'entourage d'Aliénor d'Aquitaine sont très probablement venus dans le Passais: sa fille Marie de Champagne, Chrétien de Troyes, Wace et Benoît de Sainte-Maure.
C'est durant cette période que la région est associée aux légendes arthuriennes.
En 1161, Aliénor d'Aquitaine donne naissance à Aliénor d'Angleterre qui passera son enfance au château de Domfront, et sera la future grand mère de saint Louis.

#### La Normandie Capétienne - Intégration au domaine royal
En 1204, Philippe Auguste prend possession de la Normandie et l'incorpore au domaine royal.
Au XIIIe siècle la seigneurie de Mayenne devient une puissante baronnie .
L'existence du Passais est encore avérée vers 1210, dans un cartulaire normand qui mentionne que l'Alençonnais et le Passais sont exempts du fouage .
En 1230, de nouvelles subdivisions ecclésiastiques sont créées, ce sont les archidiaconés, dont l'archidiaconé de Passais dépendant toujours du diocèse du Mans et avec pour chef-lieu la ville de Passais . Cet archidiaconé de Passais est subdivisé en cinq doyennés : Passais (plus tard divisé en sa partie Normande et du Maine), Lassay, La Roche-Mabille, Javron et Sillé-le-Guillaume.
En 1418, pendant la guerre de Cent Ans, après un long siège le château et la ville de Domfront tombent au pouvoir des Anglais. Le Passais, tant manceau que normand, est alors peu à peu conquis. Les seigneurs français n'ont d'autre choix que de reconnaître le vainqueur ou de perdre leurs biens .
Après cette guerre, pour compenser la pauvreté des terrains de la région, certains paysans commencent à développer l'activité du tissage à la main des toiles de fil et de lin et plus tard des toiles de coton dans les hameaux .
Le Passais n'est pas épargné par les guerres de religion opposant catholiques et protestants
. En 1574, le comte de Mongommery, chef huguenots, celui-là même qui avait par accident tué le roi Henri II lors d'un tournoi, se réfugie à « Damfront en Pissaye » où il est fait prisonnier par le Seigneurs de Matignon .

### Temps modernes

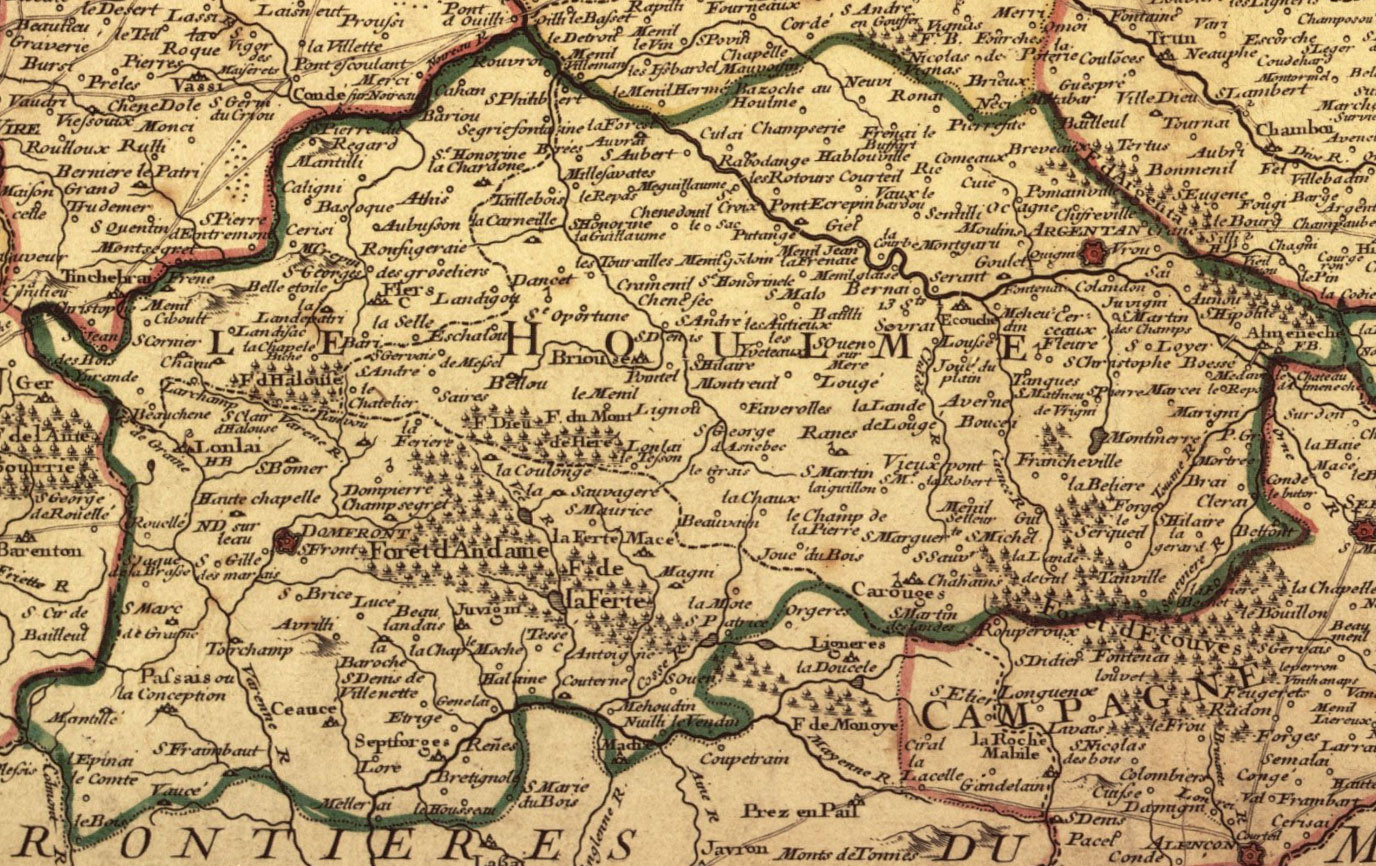
Pays du Passais normand et du Houlme, 1716

En 1542, sont créées les circonscriptions de la généralité de Rouen et de la généralité de Tours composée des provinces du Maine, d'Anjou, et de Touraine, dont dépendent les parties normandes et du Maine du Passais. Et en 1636, est créée la nouvelle généralité d’Alençon dont dépend la partie normande du Passais.
En 1777, le doyenné de Passais est subdivisé en Passais Normand et Passais au Maine. Au XVIIIe siècle, la ville de Passais se trouve alors dans sa partie normande. Céaucé se situe dans le doyenné de Passais, élection de Mayenne .
Au XVIIIe siècle, le Passais normand est intégré au Houlme avec pour chef-lieu Argentan .

### Époque contemporaine
De nos jours, de cette région à la longue histoire qui remonte à l'Antiquité, ne subsiste plus guère comme trace du pays de Passais que le village rural de Passais et son canton créé en 1833, mais qui ne recouvre qu'une infime partie de l'ancienne région du Passais historique.
Cependant la mémoire des lieux et leur toponymie évoquant le passé perdurent, ainsi que les nombreuses légendes qui y sont associées.

## Culture locale et patrimoine
La région du Passais aurait servi de cadre à Chrétien de Troyes pour la rédaction de sa version des légendes arthuriennes, et plus particulièrement pour la légende de Lancelot du Lac, ce qui explique la présence du circuit Lancelot du Lac dans la région. Il aurait collecté les histoires et légendes locales lors de ses séjours à la cour des Plantagenets et plus particulièrement celle d'Aliénor d'Aquitaine à Domfront, et s'en serait inspiré. La position géographique privilégiée du Passais lui aurait permis d'accéder aux légendes de la Bretagne toute proche et qui au IXe siècle s'étendait  brièvement jusqu'au Passais. Le contexte politique de l'époque après la conquête de l'Angleterre et le tissage de réseaux avec la Normandie notamment par l'intermédiaire des abbayes très dynamiques dans la région, lui permet également d'avoir accès aux contes et légendes de Grande-Bretagne.
Il se serait également inspiré des saints ermites locaux du VIe siècle comme modèle pour ses chevaliers solitaires, compagnons du roi Arthur      .
Cette région est typique du bocage normand avec ses haies et ses vergers de pommiers et poiriers. Le cidre et le poiré dont c'est la spécialité du Domfrontais en sont les boisons locales.

### Langue-Patois
De la même manière qu'il n'existait pas de frontières politiques et administratives clairement définies, les patois locaux forment un continuum linguistique; il n'existe donc pas de démarcation clairement établie entre les différents patois. On peut cependant considérer que le patois local majoritairement parlé dans la région est le mayennais, très proche cousin du haut-mainiot, de l'angevin, et du gallo, qui sont tous assimilés au dialecte angevin, l'une des subdivision de la langue d'oïl.

### Contes et légendes
- La fée Gione: demeure au dolmen du lit de la Gione; cette vieille fée, laide et méchante rendait souvent visite aux paysans, et aurait ensorcelé le jeune seigneur de Bonvouloir [89].
- La fée Andaine: elle fit tomber sous son charme le seigneur d’Argouges avec qui elle se mariât; elle hanterait encore le château de Rânes [90].
- La fée Gisèle: demeure aux Gorges de Villiers, dans la grotte de la « chambre aux dames ». Elle procurait aux agriculteurs une charrue et deux bœufs pour une journée, et au coucher du soleil tout disparaissait.
- La Fosse Arthour: selon la légende, le roi Arthur et la reine Guenièvre finirent leurs jours à la Fosse Arthour; Guenièvre se serait précipitée du haut de la roche pour rejoindre Arthur dans l’abîme [91].
- La statue de la Vierge de Lignou: cette statue aujourd'hui au sanctuaire de Lignou de Couterne ornait autrefois la chapelle d'un château à la Rabasserie, à Lignou de Briouze. Malgré sa réinstallation dans son lieu d'origine, elle revenait miraculeusement à Couterne, dans un buisson d'aubépine [92].
- La fontaine aux orages: Cette fontaine de Banvou et/ou Ceaucé déclencherait des orages lorsque l'on y plonge les reliques de saint Ernier [93].
- Les eaux de Bagnoles: le seigneur Hugues de Tessé, au terme de sa vie, décida d'abandonner son vieux cheval dans la forêt d'Andaine. Celui-ci revint fort et totalement revitalisé après s'être baigné dans une source. Son seigneur bu à son tour de cette eau et rajeuni aussitôt.
- Le Roc au Chien: ce rocher qui surplombe Bagnoles serait un seigneur tyrannique qui aurait reçu les foudres divines et aurait été transformé en monstre à tête de chien et à pattes de tigre.
- Le Saut du capucin: un moine franciscain souffrant des jambes, après avoir pris les eaux, aurait réalisé un saut de 4 m entre les deux aiguilles rocheuses qui dominent les thermes de Bagnoles-de-l’Orne.
- Les Pierres plates: cette roche de Bagnoles serait l'endroit où le diable venait autrefois traire ses vaches à la tombée de la nuit;  on peut y voir les traces circulaires laissées par son seau et les sabots de ses vaches.